# Gavriil Vasil'evič Ksenofontov
Gavriil Vasil'evič Ksenofontov (Tit-Ary, 4 gennaio 1888 – Butovo, 28 agosto 1938) è stato un etnologo e politico russo.

## Biografia

### Primi anni
Nato nella Iacuzia, fu figlio di Vasilij Nikiforovič Ksenofontov — uomo ricco che ricoprì degli incarichi politici locali — e di Ekaterina Maksimovna. Tuttavia, a causa della morte di altri nove figli del padre e per via delle credenze locali, venne affidato alla contadina iacuta Iona Sleptsova, la quale lo allevò fino a quando non fu il tempo della scuola elementare. Il piccolo Ksenofontov, infatti, si riunì alla famiglia d'origine quando quest'ultima si trasferì a Jakutsk ed ebbe la possibilità di andare a scuola.
Tra il 1908 e il 1912 Ksenofontov frequentò la Facoltà di giurisprudenza dell'Università imperiale siberiana a Tomsk, l'unico ateneo in tutta la Siberia. Ciò lo fece entrare in contatto con il circolo studentesco di studi siberiani, composto da studenti e allievi di Grigorij Nikolaevič Potanin, teorico del regionalismo siberiano. Laureatosi nel 1912 in giurisprudenza, il professore Nikolaj Rozin gli offrì la possibilità di diventare suo assistente al dipartimento di diritto penale, offerta che Ksenofontov declinò per tornare a Jakutsk.

### Attività professionale e politica
Tra il 1913 e il 1917 svolse la professione di avvocato a Jakutsk ed entrò a far parte della Società geografica imperiale russa. Fra il 1914 e il 1916 furono pubblicati su vari giornali locali dei suoi articoli sul tema dell'istruzione, sulla necessità di creare delle scuole elementari iacute, che insegnassero agli scolari direttamente in lingua iacuta, e di aprire a Irkutsk la prima università della Siberia Orientale.
Nel 1915 fu eletto presidente del ramo iacuto della Croce Rossa russa e in questa veste si adoperò per raccogliere fondi e fornire assistenza ai feriti e alle famiglie dei soldati caduti nella prima guerra mondiale.
La rivoluzione russa di febbraio avvenne mentre Ksenofontov si trovava nell'altopiano del Viljuj a difendere nove iacuti accusati di resistenza armata alle autorità durante la redistribuzione dei loro appezzamenti di terra a favore dei contadini russi. A Jakutsk, in concomitanza con la formazione del governo provvisorio russo, venne creato il comitato di pubblica sicurezza come autorità temporanea, di cui Ksenofontov entrò a far parte in qualità di commissario del tribunale distrettuale, nonché di presidente della commissione contadina. Il ventisei marzo 1917 la commissione tenne il primo congresso degli iacuti e dei contadini russi, evento che portò iacuti, contadini russi, mercanti, culachi, intellettuali ed esuli politici a prendere decisioni sulle questioni della vita economica e sociale della regione: la sostituzione degli zemstva, l'abolizione delle classi sociali, la ridistribuzione degli appezzamenti di terra e la creazione di scuole elementari in lingua iacuta.
Il venticinque giugno 1917 venne fondato il sindacato dei federalisti iacuti, di cui Ksenofontov fu cofondatore insieme a Vasilij Vasil'evič Nikiforov, Anempodist Ivanovič Sofronov e Semyon Andreevič Novgorodov. Tra il novembre e il dicembre 1917 Ksenofontov, candidato del partito federalista, fu eletto all'Assemblea costituente panrussa e divenne presidente della Duma della città di Jakutsk; fino alla salita al potere dei bolscevichi, Ksenofontov si batté per la democrazia, il parlamentarismo, il federalismo e l'autogoverno della Iacuzia.
Abbandonata l'attività politica, nel 1920 entrò nella Facoltà di scienze sociali dell'Università statale di Irkutsk, dove iniziò a partecipare attivamente alle attività del circolo studentesco di etnologia, divenendo inoltre assistente alla cattedra di archeologia ed etnografia tenuta da Bernhard Ėduardovič Petri. Nell'estate del 1921 partecipò alla spedizione di Petri nei distretti Changalasskij e Namskij per raccogliere materiale sulle credenze precristiane degli iacuti, descrivendo le pitture rupestri nei pressi della Lena e l'epopea Olonkho.
Nell'estate 1922 andò a visitare l'Alarskij rajon nella Buriazia per studiare le credenze sciamaniche dei buriati. Non riuscendo a combinare l'attività di ricerca con il lavoro in Facoltà, decise nel 1923 di trasferirsi nella Iacuzia al fine di raccogliere in maniera completa e sistematica materiali etnografici. Tra il 1923 e il 1924 si reca a Kjusjur, partendo poi per un viaggio di due mesi alla foce del fiume Olenëk, raccogliendo materiale sulle credenze, folclore, costumi e sulla vita degli iacuti settentrionali.
Nel 1928 pubblicò il proprio primo saggio dal titolo "Leggende e storie sugli sciamani tra gli iacuti, buriati e tungusi"; la raccolta venne compilata sulla base dei registri che Ksenofontov tenne durante le spedizioni del 1925 e 1926. Nelle opere pubblicate nel 1929 si concentrò sull'origine, l'evoluzione e l'aspetto sociale dello sciamanesimo.
All'inizio del 1937 si trasferì con la famiglia a Dmitrov e nell'aprile 1938 venne arrestato con l'accusa di partecipazione al movimento regionale, appartenenza al partito federalista, opposizione al potere sovietico e spionaggio per il Giappone. Il collegio militare della Corte Suprema dell'Unione Sovietica lo condannò alla pena capitale il ventotto agosto 1938 e venne fucilato e sepolto nello stesso giorno in una fossa comune nel terreno di una fattoria collettiva nel paese di Butovo, vicino a Mosca.
Nel 1957 l'Unione Sovietica riabilitò la figura di Ksenofontov.

## Opere
- (RU) G.V. Ksenofontov, Легенды и рассказы о шаманах у якутов, бурят и тунгусов, 1928.
- (RU) G.V. Ksenofontov, Хрестес. Шаманизм и христианство, Irkutsk, 1929.
- (RU) G.V. Ksenofontov, Культ сумасшествия в урало-алтайском шаманизме, Irkutsk, 1929.
- (RU) G.V. Ksenofontov, Пастушеский быт и мифологические воззрения классического Востока, Irkutsk, 1929.
- (RU) G.V. Ksenofontov, Ураангхай-сахалар, Irkutsk, 1937.
- (RU) G.V. Ksenofontov, Эллэйада, 1977.